# Parafia św. Wawrzyńca w Rożentalu
Parafia świętego Wawrzyńca w Rożentalu – parafia rzymskokatolicka, znajdująca się w diecezji toruńskiej, w dekanacie Lubawa.